# 渡部厚
渡部 厚（わたなべ あつし、1952年 - ）は、日本の防衛官僚。青森県警察本部長や、防衛庁長官官房防衛審議官、契約本部副本部長、防衛施設庁施設部長、防衛省人事教育局長等を歴任した。

## 人物・経歴
山形県出身。1976年東京外国語大学フランス語科卒業、防衛庁入庁、長官官房総務課配属。
パリ政治学院留学、外務省出向などを経て、1989年長官官房総務課（秘書官事務取扱）。1992年自衛隊山形地方連絡部長。1994年装備局通信課長。1996年防衛庁人事局人事第三課長。1997年青森県警察本部長。1999年防衛庁長官官房秘書課長。2001年防衛庁長官官房防衛審議官。2004年防衛庁契約本部副本部長。2006年防衛施設庁施設部長。2007年防衛省人事教育局長及び全自衛隊弓道連合会会長に就任。わいせつ行為を受けたとして国家賠償請求権を訴えた航空自衛隊任期制隊員の女性空士長に対する任用継続の拒否に関し、「訴訟と人事は無関係だ」として対応にあたるなどした。2009年退官。2022年瑞宝中綬章受章。

## 略歴
- 1976年4月  防衛庁入庁
- 1976年5月  防衛局運用課
- 1977年5月  長官官房広報課
- 1978年4月  長官官房総務課付
- 1979年5月  外務省国際連合局科学課
- 1979年7月  同原子力課
- 1980年6月  長官官房総務課（パリ政治学院留学[8]）
- 1981年4月  長官官房総務課部員（パリ政治学院留学[8]）
- 1982年6月  防衛局防衛課総括・政策班部員
- 1983年5月  同年度班部員
- 1985年1月  調査第二課総括・分析班部員
- 1986年6月  人事局人事第一課部員
- 1988年  経理局施設課
- 1989年6月  長官官房総務課（秘書官事務取扱）
- 1990年2月 人事局人事第一課部員
- 1991年6月  長官官房企画課兼人事局人事第一課
- 1992年  自衛隊山形地方連絡部長
- 1994年  装備局通信課長
- 1996年7月  人事局人事第三課長
- 1997年7月  青森県警察本部長
- 1999年8月  防衛庁長官官房秘書課長
- 2001年7月  防衛庁長官官房防衛審議官
- 2004年7月  防衛庁契約本部副本部長
- 2006年  防衛施設庁施設部長
- 2007年  防衛省人事教育局長
- 2009年  辞職